# Gabriel Spens
Gabriel Spens (schwedisch Gabriel Carlson greve Spens; * 23. September 1712 in Margretelund, Österåker; † 8. September 1781 in Engelholm, Östergötland) war ein schwedischer Feldmarschall.

## Leben

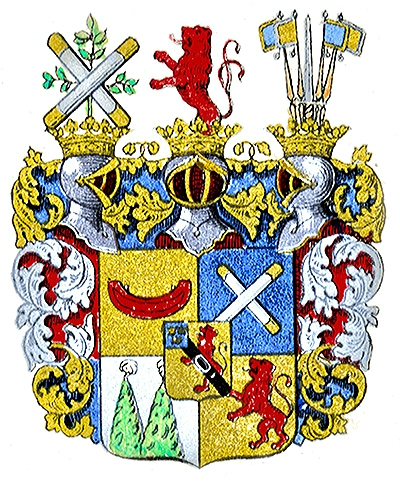
Wappen des Grafen Spens, ab 1712

### Herkunft und Familie
Gabriel war Angehöriger des aus Schottland stammenden schwedischen Adelsgeschlechts der Grafen (schwedisch greve) Spens. Der Stammvater der schwedischen Linie war der General und Diplomat James (Jakob) Spens (1571–1632), Sohn des William David Spens of Wormeston (Wormiston), der im Dreißigjährigen Krieg nach Schweden kam, in englischen sowie schwedischen Diensten war und 1628 den schwedischen Freiherrenstand erhielt. Gabriels Eltern waren der schwedische Hofmarschall und Oberhofjägermeister Carl Gustaf Graf Spens (1682–1751) und Beata, geborene Gräfin Oxenstierna af Croneborg (1687–1735), eine Tochter des Grafen Gabriel Gabrielsson Oxenstierna, Gouverneurs von Gotland, und der Elsa Barbara, geborene Sparre. Er blieb unvermählt.

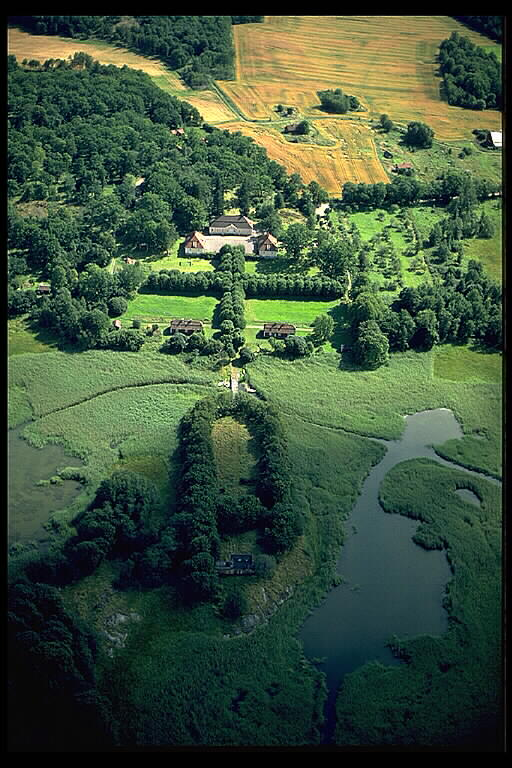
Gut Engelholm, ab 1745 Besitz des Grafen Gabriel Spens

Gabriel Spens folgte seinem ebenfalls ledig gebliebenem Onkel, dem schwedischen Generalleutnant Axel Spens (1681–1745) als Majoratsherr auf dem Familienfideikommiss Engelholm. Gabriels Nachfolger wurde sein jüngerer Bruder Fredrik Spens (1721–1795).

### Werdegang
Spens studierte seit 1728 in Uppsala, bevor er 1730 seine Laufbahn im schwedischen Heer als Freiwilliger bei der Livgarde begann. Hier avancierte er noch im selben Jahr zum Rüstmeister, sodann 1731 erst zum Furier und schließlich zum Unteroffizier. Er wechselte 1732 als Fähnrich zum Dalarna-Regiment. 1734 trat er in polnische Dienste und nahm im polnischen Thronfolgekrieg als Kapitän in einem Dragonerregiment Stanislaus I. Leszczyńskis an der Belagerung Danzigs teil, wo er verwundet wurde. Hiernach wechselte er ranggleich ins Régiment de Royal Suèdois und machte die Kampfhandlungen des Krieges am Rhein mit.
Spens kehrte 1739 ins Dalarna-Regiment zurück, bevor er 1740 als Rittmeister im Västgöta-Kavallerieregiment am Krieg in Finnland teilnahm. Er war 1745 Korporal der Leibtrabanten und wurde 1748 Ritter des Schwertordens. Er erhielt 1749 als Oberst und Chef ein Infanterieregiment, nach ihm Regiment Spens (schwedisch „Spenska regementet“) genannt, und nahm Garnison in Stralsund. Er nahm an den Kriegshandlungen in Pommern im Siebenjährigen Krieg teil, erhielt seine Beförderung zum Generalmajor 1760 und wurde im selben Jahr Kommandant von Stralsund. 1763 wurde er Kommandeur des Schwertordens und gab 1765 sein Regiment ab, wurde Inhaber des Närke-Värmland-Regiments. Seinem Aufstieg zum Generalleutnant 1770 folgte 1773 die Beförderung zum General der Infanterie sowie 1776 die zum Feldmarschall. Im selben Jahr erhielt er den Seraphinenorden und wurde 1778 „einer der Herren des Königreichs“ (schwedisch En av rikets herrar). 1779 erhielt er seinen Abschied.